# アエロ HC-2
アエロ HC-2 ヘリベイビー
国立航空博物館に展示されているHC-2
- 設計者：Jaroslav Slechta
- 製造者：Aero Vodochody
- 運用者： チェコスロバキア（チェコスロバキア空軍）
- 初飛行：1954年12月3日
- 生産数：200機
- 運用開始：1955年

アエロ HC-2 ヘリベイビー（Aero HC-2 Heli Baby）は、1950年代に技術者のJaroslav Slechtaにより設計され、チェコスロバキアのAero Vodochodyで製造された複座の小型汎用ヘリコプターである。3枚ブレードの主ローターと2枚ブレードのテールローター、全金属製のフレームとコックピットとプレキシグラス製の風防を備えていた。本機はチェコスロバキア人の設計による最初に生産されたヘリコプターであった。

## 設計と開発
Jaroslav Slechtaという名の技師により設計されたHC-2は、1951年に試作機の製作が開始され、1954年に試験が始まった。1954年12月3日に初飛行が実施されて、1955年のブルーノ産業展示会（Brno Industries Fair）で公開された。生産は1957年に始まる予定であったが、これはエンジンの不具合によって延期された。本機の最初の量産バッチは200機とされた。
チェコスロバキア空軍はチェコスロバキア人民陸軍と共にHC-2を採用した。本機はパイロットと220ポンドの貨物を搭載して1時間で62マイルを飛行可能であったが、これには僅か4.85ガロンの燃料しか必要としなかった。
1959年の時点でヘリベイビーは最軽量の複座ヘリコプターの1機であり、当初は出力83 hp (62 kW)のプラガ DHエンジンを使用していたが、6年ほどしてヘリコプター用に設計されたより高出力105 hp (78 kW)のアヴィア M 110Hに代替された。
ヘリベイビーは輸送、訓練やその他様々な任務に軍用と民間の双方で使用された。複座の座席に加えて座席の後方に貨物を搭載する空間があり、降着装置は首車輪式で3つの車輪が着地している状態で機体を支えた。

## 運用
チェコスロバキア
- チェコスロバキア空軍

## 要目
諸元
- 乗員: 1
- 定員: 1
- 全長: 10.5 m （34 ft 5 in）
- 全高: 2.3 m （7 ft 7 in）
- ローター直径: 8.8 m （28 ft 10 in）
- 空虚重量: 370 kg （816 lb）
- 運用時重量: 585 kg （1,290 lb）
- 最大離陸重量: 580 kg （1,279 lb）

性能
- 最大速度: 126 km/h （68 kn） 78 mph
- 巡航速度: 100 km/h （54 kn） 62 mph
- 航続距離: 150 km （81 nmi） 93 mi
- 実用上昇限度: 3,030 m （9,941 ft）